# Fiat S76
El FIAT S76, también conocido como FIAT 300 HP Record y apodado "La Bestia de Turín", fue un vehículo construido en 1910 por la compañía italiana FIAT específicamente para batir el récord de velocidad en tierra en aquellos años establecido por el Blitzen Benz. Su motor de 28.353 centímetros cúbicos de desplazamiento rendía una potencia de 290 caballos. Solo se construyeron dos ejemplares.

## Ficha técnica
El S76 tenía un motor 4 cilindros con un desplazamiento de 28.353 cc (190 mm × 250 mm), entregando 290 caballos de potencia a 1900 rpm, con 3 bujías por cilindro, ignición con magneto de bajo voltaje, refrigeración por agua, transmisión por cadena, suspensión de eje rígida con resortes delante y detrás (puntales traseros longitudinales), y una caja manual de 4 velocidades con reversa.
El diseño del radiador de este "prototipo" para récords fue reutilizado por FIAT por subsecuentes modelos de calle.
El S76 alcanzó una velocidad máxima de 132,27 mph (212,87 kilómetros por hora).

## Historia

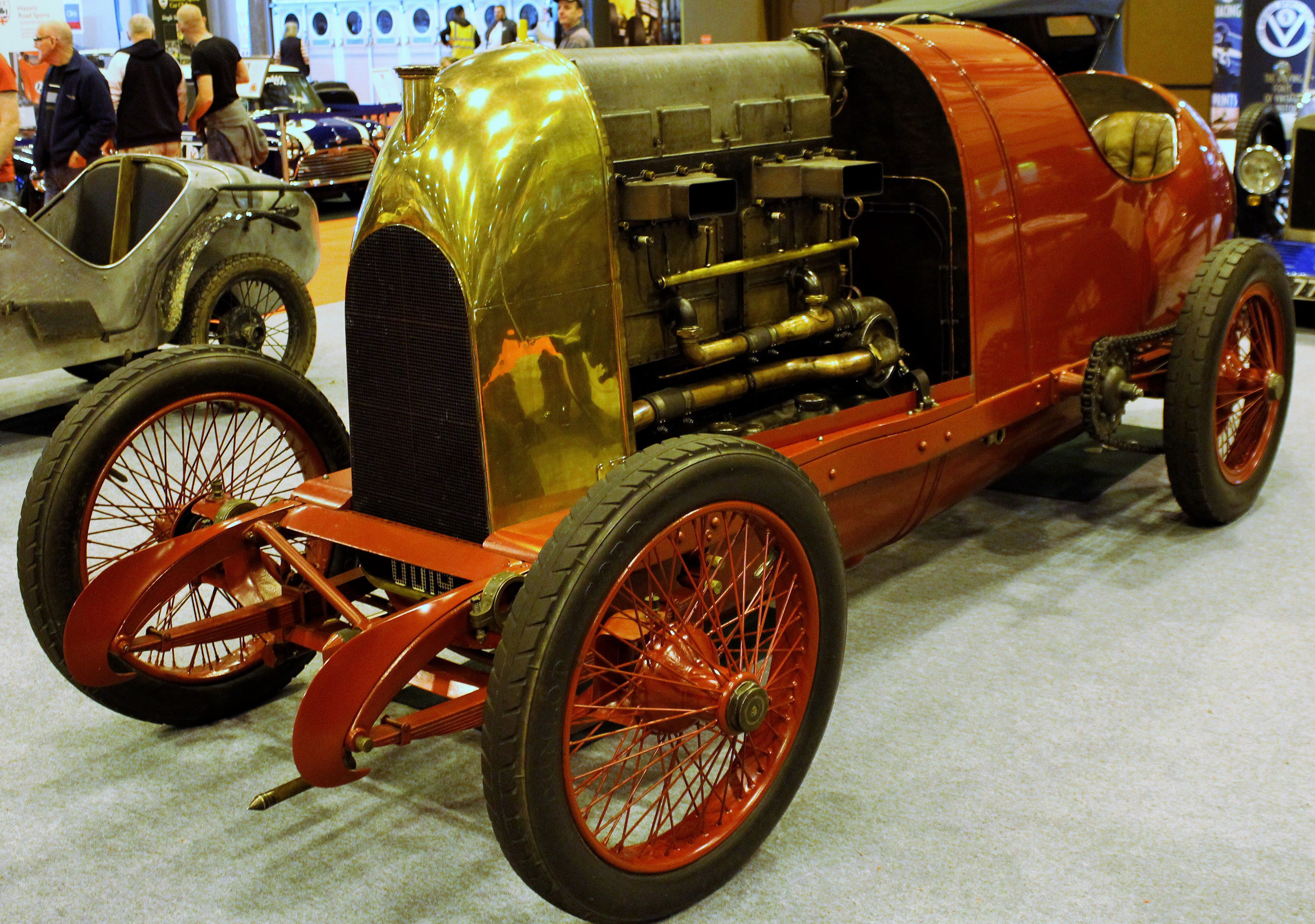
El S76 restaurado

El primer S76 fue construido en 1910 por FIAT. Fue probado por Felice Nazzaro, que consideró el vehículo de 1700 kg sencillamente ‘incontrolable'. El  segundo S76 fue vendido por FIAT al Príncipe Ruso Boris Soukhanov, en 1911. Soukhanov originalmente contrató a Pietro Bordino para conducir el coche en la pista de Brooklands en Weybridge, Surrey, Inglaterra. Bordino se negó a conducir el vehículo a más de 145 km/h. Posteriormente se llevó a Saltburn Sands Beach, cerca de Redcar & Cleveland, Inglaterra, donde alcanzó velocidades de 116 millas por hora (187 km/h). 
Soukhanov después contrató al piloto americano Arthur Duray para el intento de conseguir otro récord de velocidad en Ostende, Bélgica. Duray se las arregó para alcanzar las 132.27 mph, pero no fue capaz de completar el recorrido de vuelta en el plazo de una hora asignado. "La Bestia de Turín" fue premiada con un título no-oficial del vehículo más rápido del mundo por su velocidad, pero la marca no se convirtió en un registro oficial por no haber completado la carrera en el tiempo dado.
Tras la Primera Guerra Mundial, el primer S76 construido fue desmantelado por Fiat a finales de 1919. El S76 de Soukhanov perdió su motor y terminó en Australia, donde fue reconstruido y potenciado con un motor Stutz. La carrera del S76 terminó cuando se estrelló en Armadale a comienzos de 1920, cuando se preparaba para una carrera en la costa. En el 1950 terminó en las manos de un coleccionista llamado Stuart Middlehurst, que inició la restauración del S76 a partir de piezas de Hispano-Suiza. Después envió a Neville Roberts el chasis, que después fue comprado por Brian Arundale en los años 1980, que lo identificó como el S76, pero no abordó ningún trabajo de restauración.

### Restauración
Duncan Pittaway obtuvo el chasis del S76 de Soukhanov en 2003 y lo envió al Reino Unido. Después del descubirimiento del motor de su unidad gemela, Pittaway empezó a restaurar el S76. Tres partes principales del coche debieron reconstruirse, incluyendo la caja de cambios de doble cadena, la carrocería y el radiador. Todos estos elementos fueron recreados tomando como referencia los bocetos de Fiat y fotografías antiguas. En noviembre de 2014, Pittaway y su equipo de mecánicos fueron capaces de hacer que el motor del S76 volviera a funcionar correctamente, aunque todavía se necesitó mucho más trabajo antes de que el coche fuera totalmente operativo. La restauración se completó en 2015 y "La Bestia de Turín" rodó de nuevo por primera vez en casi un siglo, haciendo acto de presencia en el Goodwood Festival of Speed entre el 23 y el 26 de junio de 2015, el cual, nuevamente se vio desfilando en la versión del 2021.
También compitió nuevamente en el Chateau Impney Hill Climb en el 11-12 de julio de 2015, y en el Prescott Speed Hill Climb en mayo de 2016,